# کامیلا-۷
کامیلا-۷ (به لاتین: Comilla-7) یک منطقهٔ مسکونی در بنگلادش است که در ناحیه کومیلا واقع شده‌است.